# Chunhuhub
Chunhuhub är en ort i Mexiko.   Den ligger i kommunen Felipe Carrillo Puerto och delstaten Quintana Roo, i den östra delen av landet, 1 100 km öster om huvudstaden Mexico City. Chunhuhub ligger 14 meter över havet och antalet invånare är 5 231.
Terrängen runt Chunhuhub är huvudsakligen platt. Chunhuhub ligger nere i en dal. Runt Chunhuhub är det mycket glesbefolkat, med 4 invånare per kvadratkilometer. Chunhuhub är det största samhället i trakten. I omgivningarna runt Chunhuhub växer i huvudsak städsegrön lövskog.